# Philotheca pungens
Philotheca pungens är en vinruteväxtart som först beskrevs av John Lindley, och fick sitt nu gällande namn av Paul G. Wilson. Philotheca pungens ingår i släktet Philotheca och familjen vinruteväxter. Inga underarter finns listade i Catalogue of Life.